# Северная звезда (пароход)
«Северная звезда» — пароход Черноморского флота Российской империи. Участник Крымской войны.

## История службы
В августе 1837 года на пароходе «Северная звезда» совершил плавание из Вознесенска в Севастополь, а затем к Кавказскому побережью император Николай I. По окончании плавания командир парохода В. И. Истомин был награждён орденом Святого Владимира 4-й степени и бриллиантовым перстнем, а также получил годовой оклад жалования.
В апреле и мае 1839 года в составе эскадры вице-адмирала М. П. Лазарева принимал участие в перевозке и высадке десанта под командованием генерал-лейтенанта Н. Н. Раевского из Тамани к устью реки Субаши. По прибытии эскадры пароход разместил корабельные и фрегатские буйки на диспозиции, и военные суда, подходя к берегу, бросали якоря каждый на свой буёк. Командующий десантом генерал-лейтенант Н. Н. Раевский проводил перед высадкой десанта разведку местности с борта «Северной звезды». Высадившийся десант подавил сопротивление турецких войск и черкесских отрядов, после чего силами отряда был возведен ряд укреплений на берегу Чёрного моря. 
C апреля по сентябрь 1845 года заменял на регулярных сообщениях между Одессой и Керчью пароход «Пётр Великий», находившийся на тот момент в ремонте. При этом совершил десять рейсов.
В кампанию 1852 года пароход выходил в плавания в Чёрное море из Николаева в Очаков, а затем с 30 июня (12 июля) до 21 августа (2 сентября) назад в Николаев. 
В 1858 году пароход «Северная звезда» продан на слом.

## Командиры парохода
Командирами парохода «Северная звезда» в составе Российского императорского флот в разное время служили:
- В. И. Истомин (1837—1839 годы)[5];
- Е. В. Путятин (1839 год)[9].